# 1980
1980. је била преступна година.

## Догађаји

### Јануар
- 3. јануар — Јосип Броз Тито примљен у Клинички центар у Љубљани због проблема са крвним судовима на нози.
- 4. јануар — САД су увеле ембарго на извоз пшенице Совјетском Савезу због инвазије на Авганистан.
- 21. јануар — Титу ампутирана нога, како би се спречило ширење гангрене, објављује конзилијум, након чега се стање поправило.
- 21. јануар — Бојан Крижај у Венгену постигао прву победу у Светском купу.
- 27. јануар — Уз помоћ званичника канадске владе, шесторо америчких дипломата који су избегли затварање у иранској талачкој кризи је побегло у Цирих.

### Фебруар
- 4.—22. фебруар одржане Зимске олимпијске игре у Лејк Плесиду.
- 26. фебруар — Египат и Израел успоставили дипломатске односе, чиме је окончано 30-годишње ратно стање две земље.

### Март
- 3. март — Вођа партије ЗАПУ Роберт Мугабе убедљивом већином добио прве слободне изборе у Родезији и потом формирао прву већинску црначку владу.
- 15. март — У авионској несрећи у Варшави погинуло 87 особа, међу њима 14 чланова америчког боксерског тима.
- 27. март — У норвешком делу Северног мора потонула је нафтна платформа „Александар Киланд“, при чему је погинуло 147 људи.

### Април
- 18. април — Зимбабве, раније Јужна Родезија стекла независност од Уједињеног Краљевства
- 25. април — Мисија командоса САД, која је требало да спасе 53 члана амбасаде САД у Техерану, држане као таоце, пропала у иранској пустињи после погибије осам Американаца у судару хеликоптера са авионом.
- 28. април — Државни секретар САД Сајрус Венс поднео оставку после неуспеле мисије командоса за спасавање америчких талаца у Ирану.

### Мај
- 4. мај — У Клиничком центру у Љубљани, у 15.05 часова, преминуо Јосип Броз Тито − доживотни председник СФРЈ и Савеза комуниста Југославије. Лазар Колишевски, потпредседник Председништва СФРЈ, руководећег органа у земљи, привремено је именован за председника.
- 8. мај — На београдском насељу Дедиње, уз присуство више од 200 страних делегација, сахрањен Јосип Броз Тито.
- 15. мај — Цвијетин Мијатовић (БиХ) изабран за председника Председништва СФРЈ.
- 20. мај — У Квебеку, на референдуму о независности од Канаде, 60% бирача гласало је против отцепљења.
- 25. мај — У Београду одржана приредба поводом Дана младости, прва после смрти Јосипа Броза Тита.

### Јул
- 19. јул — У Москви су отворене 22. Олимпијске игре, које је бојкотовало више од 40 земаља због совјетске инвазије на Авганистан.
- 30. јул — Пацифички архипелаг Нови Хебриди стекао независност под називом Република Вануату, после 74 године британско-француске управе.

### Август
- 2. август — У експлозији на железничкој станици у Болоњи погинуло је 85 и рањено више од 200 људи.
- 14. август — Лех Валенса и његове колеге у бродоградилишту у Гдањску започели су штрајк, који је водио до оснивања покрета Солидарност у Пољској.

### Септембар
- 12. септембар — У војном пучу под вођством генерала Кенана Еврена у Турској оборена влада Сулејмана Демирела.
- 22. септембар — Копнене снаге Ирака ушле у Иран у намери да преузму контролу над Шат ел Арабом, чиме је ирачко-ирански сукоб прерастао у прави рат, који је трајао наредних осам година.
- 26. септембар — У Минхену на фестивалу пива у експлозији подметнуте бомбе погинуло 13, повређено више од 200 особа.

### Новембар
- 4. новембар — На председничким изборима у САД, кандидат Републиканске странке, Роналд Реган, изабран је за председника САД победивши актуелног демократског председника Џимија Картера.
- 23. новембар — У земљотресу који је погодио град Еболи у јужној Италији погинуло 2.735 особа, повређено најмање 7.500.

### Децембар
- 8. децембар — Ментално поремећени обожавалац Марк Дејвид Чапман је убио бившег члан Битлса Џона Ленона испред његовог стана у Њујорку.

### Датум непознат
- Википедија:Непознат датум — Одржана XXI генерална скупштина UNESCO-a.

## Рођења

### Јануар
- 4. јануар — Боби Иден, холандска порнографска глумица и модел[1]
- 4. јануар — Александра Хименез, шпанска глумица[2]
- 10. јануар — Сара Шахи, америчка глумица и модел[3]
- 14. јануар — Андрија Жижић, хрватски кошаркаш[4]
- 17. јануар — Зои Дешанел, америчка глумица и музичарка[5]
- 18. јануар — Ненад Брновић, црногорски фудбалер[6]
- 18. јануар — Џејсон Сигел, амерички глумац, комичар, сценариста, продуцент, музичар и писац[7]
- 19. јануар — Џенсон Батон, енглески аутомобилиста, возач Формуле 1[8]
- 19. јануар — Владо Илијевски, македонски кошаркаш[9]
- 19. јануар — Арвидас Мацијаускас, литвански кошаркаш
- 22. јануар — Лиз Рајт, америчка музичарка
- 25. јануар — Чави Ернандез, шпански фудбалер и фудбалски тренер[10]
- 27. јануар — Јиржи Велш, чешки кошаркаш[11]
- 27. јануар — Ђорђе Пантић, српски фудбалски голман[12]
- 27. јануар — Марат Сафин, руски тенисер

### Фебруар
- 8. фебруар — Немања Цветковић, српски фудбалер[13]
- 9. фебруар — Маргарита Левијева, руско-америчка глумица[14]
- 9. фебруар — Ангелос Харистеас, грчки фудбалер[15]
- 12. фебруар — Гучи Мејн, амерички хип хоп музичар[16]
- 12. фебруар — Кристина Ричи, америчка глумица и продуценткиња[17]
- 12. фебруар — Хуан Карлос Фереро, шпански тенисер
- 12. фебруар — Тијана Чуровић, српска глумица и ТВ водитељка
- 15. фебруар — Јелена Соколова, руска клизачица[18]
- 19. фебруар — Мајк Милер, амерички кошаркаш и кошаркашки тренер[19]
- 20. фебруар — Артур Боруц, пољски фудбалски голман[20]
- 20. фебруар — Душан Ђокић, српски фудбалер[21]
- 21. фебруар — Тицијано Феро, италијански музичар и музички продуцент[22]
- 25. фебруар — Антонио Беркс, амерички кошаркаш[23]
- 28. фебруар — Тејшон Принс, амерички кошаркаш[24]

### Март
- 2. март — Ребел Вилсон, аустралијска глумица, комичарка, сценаристкиња, певачица и продуценткиња[25]
- 3. март — Кетрин Вотерстон, америчка глумица[26]
- 4. март — Бојана Стефановић, српска глумица[27]
- 6. март — Шон Еванс, енглески глумац
- 6. март — Родриго Тадеи, бразилски фудбалер[28]
- 7. март — Лора Припон, америчка глумица[29]
- 9. март — Метју Греј Гублер, амерички глумац, редитељ, продуцент, сценариста, модел, сликар, илустратор и писац
- 12. март — Ермин Јазвин, босанскохерцеговачки кошаркаш[30]
- 12. март — Иван Стевић, српски бициклиста[31]
- 16. март — Фелипе Рејес, шпански кошаркаш[32]
- 20. март — Робертас Јавтокас, литвански кошаркаш[33]
- 20. март — Џамал Крофорд, амерички кошаркаш[34]
- 21. март — Роналдињо, бразилски фудбалер[35]
- 22. март — Никола Јановић, црногорски ватерполиста
- 28. март — Сесил Корбел, француска музичарка[36]

### Април
- 1. април — Ренди Ортон, амерички рвач и глумац[37]
- 5. април — Марио Касун, хрватски кошаркаш[38]
- 5. април — Јорис Матејсен, холандски фудбалер[39]
- 7. април — Лубош Бартон, чешки кошаркаш[40]
- 7. април — Драган Богавац, црногорски фудбалер[41]
- 8. април — Давид Мареро, шпански тенисер[42]
- 8. април — Кејти Сакоф, америчка глумица[43]
- 10. април — Чарли Ханам, енглески глумац[44]
- 13. април — Јана Кова, чешка порнографска глумица[45]
- 15. април — Раул Лопез, шпански кошаркаш[46]
- 15. април — Френк Шлек, луксембуршки бициклиста[47]
- 17. април — Рамел Кари, амерички кошаркаш[48]
- 19. април — Милош Влалукин, српски глумац[49]
- 23. април — Тајо Круз, енглески музичар и музички продуцент[50]
- 23. април — Иван Опачак, босанскохерцеговачки кошаркаш и кошаркашки тренер[51]
- 25. април — Алехандро Валверде, шпански бициклиста[52]
- 26. април — Џордана Брустер, амерички глумица и модел[53]
- 26. април — Ченинг Тејтум, амерички глумац[54]
- 28. април — Бредли Вигинс, британски бициклиста[55]
- 28. април — Каролина Гочева, македонска певачица
- 29. април — Мохамед Хајдер, фудбалер Саудијске Арабије[56]
- 30. април — Луис Скола, аргентински кошаркаш[57]

### Мај
- 1. мај — Заз, француска музичарка[58]
- 2. мај — Ели Кемпер, америчка глумица и комичарка[59]
- 4. мај — Соња Колачарић, српска глумица[60]
- 6. мај — Димитрис Дијамантидис, грчки кошаркаш[61]
- 10. мај — Кирил Лазаров, македонски рукометаш[62]
- 17. мај — Стефан Робер, француски тенисер[63]
- 18. мај — Реџи Еванс, амерички кошаркаш[64]
- 18. мај — Микаел Љодра, француски тенисер[65]
- 19. мај — Дру Фулер, амерички глумац[66]
- 21. мај — Готје, аустралијски музичар[67]
- 21. мај — Горан Ћакић, српски кошаркаш[68]
- 30. мај — Стивен Џерард, енглески фудбалер и фудбалски тренер[69]

### Јун
- 3. јун — Амаури, бразилско-италијански фудбалер[70]
- 3. јун — Лазарос Пападопулос, грчки кошаркаш
- 9. јун — Славко Гак, српски ватерполиста
- 12. јун — Филип Виденов, бугарски кошаркаш
- 13. јун — Хуан Карлос Наваро, шпански кошаркаш[71]
- 13. јун — Сара Конор, немачка музичарка[72]
- 13. јун — Флоран Малуда, француски фудбалер[73]
- 17. јун — Винус Вилијамс, америчка тенисерка[74]
- 21. јун — Бранко Бошковић, црногорски фудбалер[75]
- 23. јун — Дејвид Андерсен, аустралијски кошаркаш[76]
- 23. јун — Јован Маркоски, српски фудбалер[77]
- 23. јун — Мелиса Рауш, америчка глумица[78]
- 23. јун — Франческа Скјавоне, италијанска тенисерка[79]
- 26. јун — Миња Милетић, српска ТВ водитељка и новинарка
- 26. јун — Џејсон Шварцман, амерички глумац, сценариста, продуцент и музичар[80]

### Јул
- 3. јул — Боштјан Нахбар, словеначки кошаркаш
- 4. јул — Селма Бајрами, босанскохерцеговачка певачица[81]
- 6. јул — Пау Гасол, шпански кошаркаш
- 6. јул — Ева Грен, француска глумица и модел[82]
- 8. јул — Суад Карири, фудбалер Саудијске Арабије[83]
- 8. јул — Роби Кин, ирски фудбалер[84]
- 10. јул — Џесика Симпсон, америчка певачица, глумица и модна дизајнерка[85]
- 15. јул — Марија Вељковић, српска глумица и ТВ водитељка[86]
- 16. јул — Џеси Џејн, америчка порнографска глумица и модел (прем. 2024)[87]
- 18. јул — Кристен Бел, америчка глумица[88]
- 18. јул — Дејвид Блу, америчко-израелски кошаркаш[89]
- 20. јул — Жизел Биндшен, бразилски модел и глумица[90]
- 22. јул — Дирк Кајт, холандски фудбалер[91]
- 22. јул — Кејт Рајан, белгијска музичарка
- 24. јул — Мишел Вилијамс, америчка певачица и глумица, најпознатија као чланица групе Pussycat Dolls[92]
- 28. јул — Вања Плиснић, српски кошаркаш[93]
- 30. јул — Ејприл Боулби, америчка глумица и модел[94]
- 31. јул — Хари Потер, измишљени лик из истоименог серијала романа[95]

### Август
- 3. август — Надија Али, пакистанско-америчка музичарка[96]
- 6. август — Роман Вајденфелер, немачки фудбалер[97]
- 6. август — Невена Маџаревић, српска новинарка и ТВ водитељка
- 14. август — Бојана Ординачев, српска глумица[98]
- 16. август — Ванеса Карлтон, америчка музичарка[99]
- 18. август — Естебан Камбијасо, аргентински фудбалер[100]
- 26. август — Маколи Калкин, амерички глумац[101]
- 26. август — Крис Пајн, амерички глумац[102]
- 29. август — Марија Килибарда, српска новинарка и водитељка[103]

### Септембар
- 2. септембар —Тања Пјевац, српска глумица[104]
- 7. септембар — Габријел Милито, аргентински фудбалер и фудбалски тренер
- 9. септембар — Мишел Вилијамс, америчка глумица[105]
- 9. септембар — Тему Ранико, фински кошаркаш
- 12. септембар — Јао Минг, кинески кошаркаш[106]
- 14. септембар — Луис Орна, перуански тенисер[107]
- 18. септембар — Ахмад ел Бари, фудбалер Саудијске Арабије[108]
- 20. септембар — Владимир Торбица, српски фудбалер[109]
- 21. септембар — Роберт Хофман, амерички глумац, плесач и кореограф[110]
- 23. септембар — Мартон Бадер, мађарски кошаркаш[111]
- 24. септембар — Јон Арне Рисе, норвешки фудбалер[112]
- 25. септембар — Наташа Беквалац, српска певачица[113]
- 25. септембар — Никола Жигић, српски фудбалер[114]
- 29. септембар — Патрик Агјеманг, ганско-енглески фудбалер[115]
- 30. септембар — Стефан Линдеман, немачки клизач
- 30. септембар — Мартина Хингис, швајцарска тенисерка

### Октобар
- 2. октобар — Горан Богдан, хрватски глумац[116]
- 4. октобар — Томаш Росицки, чешки фудбалер[117]
- 4. октобар — Џејмс Џоунс, амерички кошаркаш[118]
- 10. октобар — Чак Ејдсон, амерички кошаркаш[119]
- 13. октобар — Ашанти, америчка музичарка, музичка продуценткиња, модел, плесачица и глумица[120]
- 13. октобар — Скот Паркер, енглески фудбалер и фудбалски тренер[121]
- 13. октобар — Дејвид Хеј, британски боксер
- 14. октобар — Бен Вишо, енглески глумац[122]
- 15. октобар — Оља Карлеуша, српска певачица[123]
- 21. октобар — Ким Кардашијан, америчка јавна личност, модел и глумица[124]
- 24. октобар — Моника Арнолд, америчка музичарка, глумица и предузетница[125]
- 26. октобар — Ник Колисон, амерички кошаркаш[126]
- 29. октобар — Бен Фостер, амерички глумац[127]
- 31. октобар — Андре Овенс, амерички кошаркаш[128]

### Новембар
- 1. новембар — Бојан Крстовић, српски кошаркаш[129]
- 2. новембар — Дијего Лугано, уругвајски фудбалер[130]
- 8. новембар — Ана Видовић, хрватска гитаристкиња
- 9. новембар — Лана Шкргатић, хрватска музичарка[131]
- 10. новембар — Лајонел Чалмерс, амерички кошаркаш[132]
- 11. новембар — Ненад Ковачевић, српски фудбалер[133]
- 12. новембар — Рајан Гозлинг, канадски глумац и музичар[134]
- 13. новембар — Милош Вујанић, српски кошаркаш[135]
- 14. новембар — Карлос Кабезас, шпански кошаркаш
- 19. новембар — Владимир Радмановић, српски кошаркаш[136]
- 25. новембар — Арон Мокуна, јужноафрички фудбалер[137]
- 26. новембар — Алберт Монтањес, шпански тенисер[138]

### Децембар
- 2. децембар — Дамир Бурић, хрватски ватерполиста[139]
- 5. децембар — Кристина Раденковић, српска глумица и ТВ водитељка[140]
- 6. децембар — Синди Крофорд, америчка порнографска глумица[141]
- 7. децембар — Џон Тери, енглески фудбалер[142]
- 8. децембар — Мухамед ел Шалуб, фудбалер Саудијске Арабије[143]
- 8. децембар — Рашко Катић, српски кошаркаш[144]
- 9. децембар — Сајмон Хелберг, амерички глумац, комичар и музичар[145]
- 9. децембар — Рајдер Хеседал, канадски бициклиста[146]
- 10. децембар — Ђорђе Миљеновић, српски хип хоп музичар
- 11. децембар — Саво Павићевић, црногорски фудбалер[147]
- 18. децембар — Кристина Агилера, америчка певачица
- 18. децембар — Марија Вицковић, српска глумица[148]
- 19. децембар — Џејк Џиленхол, амерички глумац[149]
- 20. децембар — Мартин Демикелис, аргентински фудбалер[150]
- 20. децембар — Ешли Кол, енглески фудбалер[151]
- 24. децембар — Стивен Апија, гански фудбалер[152]
- 27. децембар — Дантеј Џоунс, амерички кошаркаш[153]
- 30. децембар — Хенри Домеркант, америчко-босанскохерцеговачки кошаркаш[154]
- 30. децембар — Елајза Душку, америчка глумица[155]

## Смрти

### Јануар
- 3. јануар — Лисјен Бис, белгијски бициклиста (* 1892)[156]
- 9. јануар — Светислав Стефановић Ћећа, друштвено-политички радник СФРЈ и народни херој (* 1910)
- 15. јануар — Макарије Поповић, српски архимандрит (* 1920)

### Фебруар
- 1. фебруар — Гастоне Ненчини, италијански бициклиста (* 1930)[157]
- 4. фебруар — Стојан Аралица, српски сликар (* 1883)[158]
- 20. фебруар — Хуго Крас, немачки генерал (* 1911)[159]

### Март
- 28. март — Милан Ајваз, српски глумац (* 1897)[160]
- 31. март — Џеси Овенс, амерички атлетичар (* 1913)

### Април
- 15. април — Жан Пол Сартр, француски писац и филозоф (* 1905)
- 29. април — Алфред Хичкок, британски редитељ (* 1899)[161]

### Мај
- 4. мај — Јосип Броз Тито, маршал и доживотни председник Социјалистичке Федеративне Републике Југославије (* 1892)[162]

### Јун
- 1. јун — Виктор Старчић, српски глумац (* 1901)[163]
- 7. јун — Хенри Милер, амерички писац (* 1891)[164]
- 18. јун — Андре Ледик, француски бициклиста (* 1904)[165]

### Јул
- 27. јул — Мохамед Реза Пахлави, ирански краљ (* 1919)[166]

### Септембар
- 12. септембар — Душан Матић, српски песник и мислилац (* 1898)[167]
- 25. септембар — Џон Бонам, британски бубњар (* 1948)[168]

### Октобар
- 6. октобар — Жан Робик, француски бициклиста (* 1921)[169]
- 26. октобар —Марсело Каитано, португалски политичар

### Новембар
- 22. новембар — Меј Вест, америчка глумица (* 1893)[170]

### Децембар
- 8. децембар — Џон Ленон, енглески музичар, бивши фронтмен групе Битлси (* 1940)[171]
- 24. децембар — Карл Дениц, немачки велики адмирал

## Нобелове награде
- Физика — Џејмс Кронин и Вал Фич
- Хемија — Паул Берг, Валтер Гилберт и Фредерик Сангер
- Медицина — Баруј Банацераф, Жон Досе и Џорџ Д. Снел
- Књижевност — Чеслав Милош
- Мир — Адолфо Перез Есквивел
- Економија — Лоренц Клајн